# Vargsundet, Åland
Vargsundet är en insjö på Åland. Den delas av kommunerna Finström (norra delen), Hammarland (västra delen) och  Jomala (sydöstra delen). Arean är 1,1 kvadratkilometer och strandlinjen är 15,45 kilometer lång. Vargsundet är i ett tillstånd mellan insjö och havsvik på grund av Vargsundsådran i nordväst som leder in saltvatten från havet.

## Vargsundsådran
Vargsundet avvattnas till Bodafjärden och havet av utloppsdiket Vargsundsådran som regleras av en sluss. Ådran grävdes på 1930-talet och har därefter muddrats ett flertal gånger.
Slussen stod färdig 2006 och sedan 1997 hade en sättdamm varit i bruk. Slusskammaren är 4 x 8 meter och seglingshöjden är 2 meter på grund av en vägtrumma i diket. Slussens höjdskillnad vid normalvattentillstånd är cirka 0,2 meter. Under fiskvandringstiden slussas fisk genom slussen automatiskt några gånger i dygnet.